# Bridekirk
Bridekirk – wieś i civil parish w Anglii, w Kumbrii, w dystrykcie (unitary authority) Cumberland. W 2001 civil parish liczyła 636 mieszkańców. Znajdują się tam wsie Tallentire i Dovenby. W civil parish znajduje się 30 zabytkowych budynków.